# Граах-ан-дер-Мозель
Граах-ан-дер-Мозель (нім. Graach an der Mosel) — громада в Німеччині, розташована в землі Рейнланд-Пфальц. Входить до складу району Бернкастель-Віттліх. Складова частина об'єднання громад Бернкастель-Кюс.
Площа — 8,64 км2. Населення становить 641 ос. (станом на 31 грудня 2020).

## Галерея

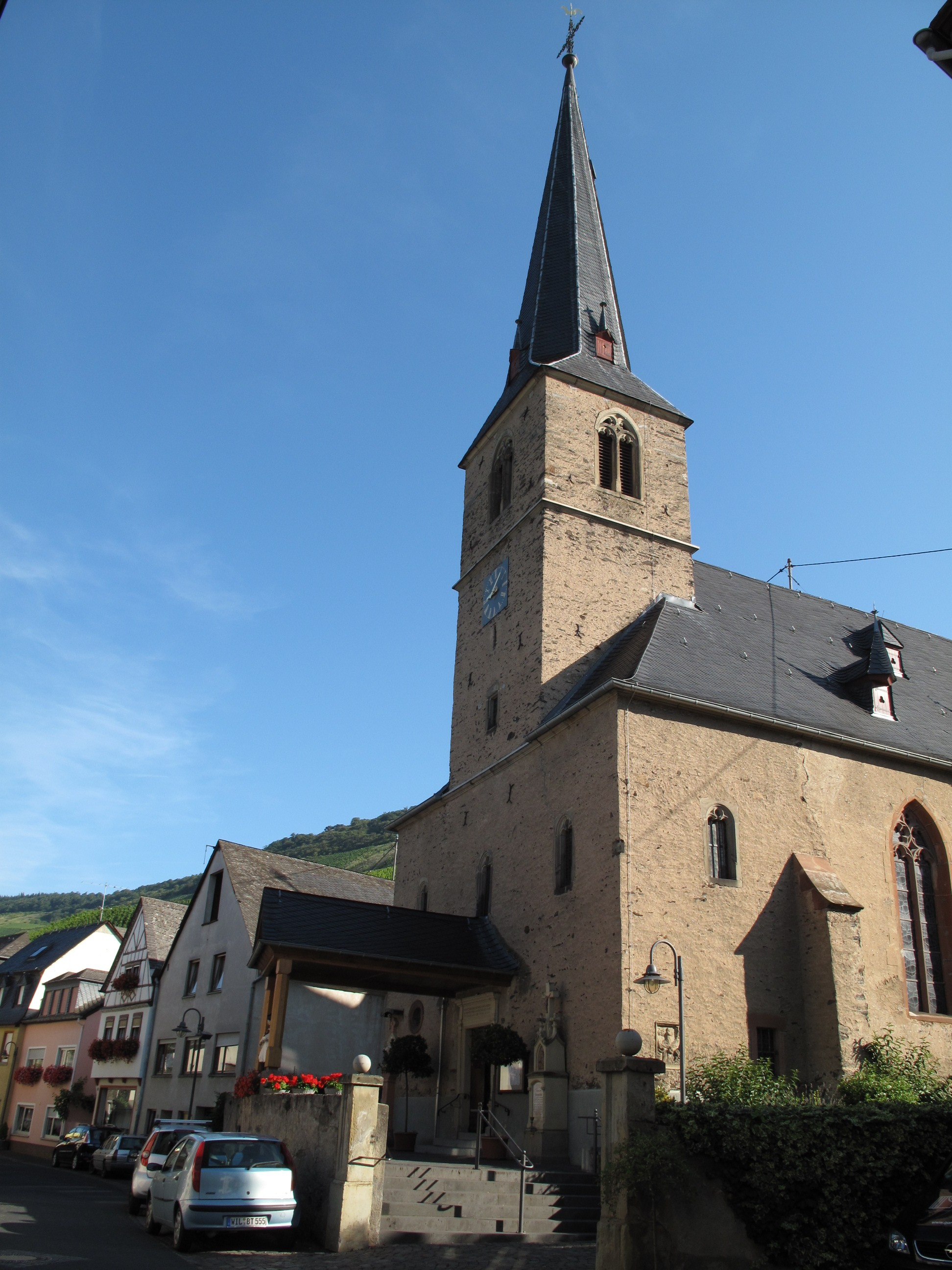